# Jean-Paul Demoule
Jean-Paul Demoule, né le 7 août 1947 à Neuilly-sur-Seine, est un archéologue et préhistorien français.
Professeur émérite de protohistoire européenne à l’université Paris-1 Panthéon-Sorbonne, il est membre honoraire de l'Institut universitaire de France.

## Biographie
Jean-Paul Demoule naît le 7 août 1947 à Neuilly-sur-Seine. Il découvre sa vocation d'archéologue à l'âge de sept ans, en lisant des ouvrages sur l'Égypte ancienne.
Il est ancien élève de l'École normale supérieure (promotion L1967), docteur de troisième cycle en histoire de l'art et archéologie (1975), docteur en préhistoire de l’université de Sarrebruck (1979) et docteur d'État ès lettres (1992).

### Carrière scientifique

#### Archéologie préventive et archéologie du Néolithique
Jean-Paul Demoule s'est engagé régulièrement dans la presse grand public et spécialiste pour la professionnalisation de l'archéologie française. Il a mené des fouilles dans le cadre du programme de sauvetage régional de la vallée de l’Aisne, ainsi qu’en Grèce et en Bulgarie, notamment à Kovačevo (Bulgarie), en codirection avec Marion Lichardus-Iitten. Il s’est particulièrement intéressé aux problèmes de l’archéologie de sauvetage et a participé à l’élaboration de la loi française sur l’archéologie préventive et à la création de l’Institut national de recherches archéologiques préventives (INRAP), qu’il a présidé de 2001 à 2008. Il participe en 1980 à la fondation de la revue Les Nouvelles de l'archéologie.
Il est membre de l'Institut universitaire de France de 2011 à 2016.
Ses travaux portent sur la néolithisation de l’Europe ainsi que sur les sociétés de l’âge du fer, sur l’histoire de l’archéologie et son rôle social. Il a coordonné le programme franco-allemand (ANR/DFG) : « Émergence de la complexité sociale : enceintes, ressources et territorialité au néolithique. Recherches franco-allemandes sur la culture de Michelsberg » et fut un étroit collaborateur du programme européen BEAN : « Bridging European and Anatolian Neolithic ».

#### Archéologie dans la cité et archéologie contemporaine
Jean-Paul Demoule a régulièrement fait de la question des usages publics et politiques de l'archéologie un sujet de ses travaux et publications grand public. Il a travaillé sur les constructions idéologiques autour de l'archéologie, de ses données et, à ce titre, sur le « problème indo-européen », au sujet duquel il a produit plusieurs ouvrages, dont The origin and evolution of languages : Approaches, Models, Paradigm en 2008, ainsi qu'une synthèse historiographique sur la question : Mais où sont passés les Indo-Européens ? Le mythe d'origine de l'Occident, publiée en 2014.
Au cours de sa présidence de l'INRAP, puis par la publication d'ouvrages centrés sur la place de l'archéologie dans la société contemporaine — il a coordonné notamment la publication du colloque « L’avenir du passé, modernité de l’archéologie » en 2008, ouvrage prospectif quant à l'avenir de l'archéologie comme métier, ses nouvelles problématiques (archéologie du temps présent, archéologie contemporaine et industrielle, etc.) — Jean-Paul Demoule fait partie des figures principales revendiquant une inscription de l'archéologie dans la compréhension du passé récent, ainsi qu'il milite pour la reconnaissance de l'archéologie comme vectrice d'une histoire spécifique de l'Homme.
Particulièrement versé dans les questions d'archéologie contemporaine, il a notamment réalisé la fouille, en collaboration avec l’Inrap et avec l’anthropologue Bernard Müller (Iris), en 2010, du fameux « Déjeuner sous l'herbe », performance d'art contemporain de Daniel Spoerri datant de 1983,,,.

#### Fouilles de Kovačevo

##### Une mission internationale sur un site stratégique
Jean-Paul Demoule mena pendant plusieurs décennies des fouilles archéologiques sur le site de Kovačevo (en) (dans la commune de Sandanski de l'oblast de Blagoevgrad), en Bulgarie, en collaboration avec des archéologues Bulgares, Rumen Katinčarov (de 1986 à 1991), Vasil Nikolov & Lilijana Perničeva, ainsi que par le Musée Historique de Blagoevgrad : Malgorzata Grebska Kulova & Ilija Kulov et Marion Lichardus-Iitten,.
S'il avait préexisté une recherche française sur le Néolithique bulgare au début du XXe siècle, la question avait été largement délaissée par les spécialistes français pendant plusieurs décennies. La mission de Kovačevo (Bulgarie) débuta donc en 1986 dans le cadre de l'enseignement et de l'équipe de Protohistoire européenne de l'Université de Paris I et du CNRS coordonnée par Jean-Paul Demoule, ouvrant une phase de recherches internationales après une activité majoritairement concentrée sur le bassin parisien (dans l'Aisne, par exemple), et en Belgique, au bout de ce qu'on désigne comme le courant de colonisation du Néolithique danubien, tout à la fin donc de ce mouvement humain provenant du Proche-Orient. Kovačevo constitue au contraire un des sites du Néolithique balkanique les plus anciens, dans la vallée de la Stryma (fleuve se jetant dans la mer Égée). Cette vallée est en effet considérée comme un axe de pénétration majeur du Néolithique européen. Le site avait été mis au jour quelque temps auparavant par une mission bulgaro-polonaise ayant notamment effecté des prospections pédestres qui avaient révélé le caractère archéologiquement stratégique de la vallée de la Stryma, ayant livré de nombreuses traces d'occupation néolithiques. Kovacevo avait alors été repéré comme l'unique site du Néolithique ancien, parmi près de 70 autres sites identifiés sur 1 800 km2. Après des sondages limités révélant le potentiel du site, il fut décidé de mener une recherche systématique et extensive sur le site, par le biais de surfaces ouvertes décapées. Les fouilles de Kovacevo firent l'objet chaque année de rapports préliminaires édités par le Centre de Recherches Protohistoriques de l'Université de Paris I sous la tutelle de Jean-Paule Demoule. Une première présentation des matériaux a eu lieu en 1989 au Musée des Antiquités Nationales de Saint-Germain-en-Laye à l'occasion de l'exposition « Le premier or de l'humanité en Bulgarie ».

##### Organisation du site et importance des découvertes
Le site s'étend sur 6 hectares, comportant jusqu'à 3 mètres de stratigraphie archéologique in situ. La fouille fut un véritable laboratoire pour l'archéologie environnementale du Néolithique : tous les sédiments fouillés subirent un tamisage afin de récolter notamment des restes végétaux. Le site fut fouillé sur une surface de 1 700 m2, comportant une grande aire ouverte et une douzaine de sondages complémentaires. Les résultats, établis progressivement après la clôture de la fouille en 2007 font de ce site un village datant du Néolithique ancien, occupé entre 6200 et 5400 av. J.-C. et probablement quelques décennies au cours du Néolithique moyen. Après une longue interruption, le site est réoccupé à l'âge du Bronze ancien, vers 3500 av. J.-C., et comporte pour cette période des éléments de céramique similaires à d'autres horizons chronologiques connus à Dikili Tash (phase III),, ou Sitagroi IV-V, sites situés sur le territoire grec à quelques kilomètres de Kovačevo.
La fouille de Kovačevo constitue l'étude la plus complète sur le Néolithique bulgare, proposant un faciès matériel antérieur à celui de Karanovo I, autre site néolithique fameux de la région. Le village, densément peuplé, est formé de plusieurs grandes maisons rectangulaires mêlant différentes techniques de construction en matériaux périssables. Contrairement à beaucoup de villages néolithiques abandonnés à la fin de leur vie, les maisons de Kovačevo n'ont pas été incendiées, ce qui rend leur fouille plus complexe.
Certains édifices sont particulièrement grands, notamment une maison de 156 m². Les bâtiments sont fondés pour grande majorité sur poteaux et sablières basses, avec néanmoins une partie de petites maisons sur « fonds de cabanes », servant de vide sanitaire du fait de l'humidité de la région. Le sol de certaines habitations, épargné par l'érosion, atteste de l'utilisation d'enduits en terre blanche carbonatée, technique bien attestée au Proche-Orient à la même époque, notamment à Beïsamoun. La fouille a permis de mettre en lumière la réfection régulière de ces enduits. Toutes les maisons sont orientées dans la même direction. Ces habitations comportaient pour la plupart un système de chauffage intérieur, constitué d'un four à voûte, dédié aussi à la cuisson des aliments. Un ensemble de fossés assurait le drainage du site. Si l'habitat du site est connu, sa nécropole n'a pas été découverte, malgré la découverte de deux inhumations en enchytrisme.
Le matériel archéologique collecté en 20 ans représente près de 40 tonnes, dont 1,6 million de tessons, formant 23 tonnes et donc la première catégorie de matériel. L'étude démontre un approvisionnement en matériaux de broyage, polissage, argile, minéraux, dans un bassin d'environ 100 km autour du site. Le matériel osseux semble montrer des affinités avec les cultures anatoliennes contemporaines. Des parures vestimentaires ont été découvertes, ainsi que des figures féminines en argile ou en marbre, toutes découvertes brisées volontairement. La consommation carnée est constituée à 95% d'animaux issus de l'élevage, dont 80 % de caprinés / ovidés, qui constituent à l'époque des espèces non-indigènes en Europe. Quant aux restes végétaux, ils témoignent d'une pratique de la céréaliculture.

### Mais où sont passés les Indo-Européens?

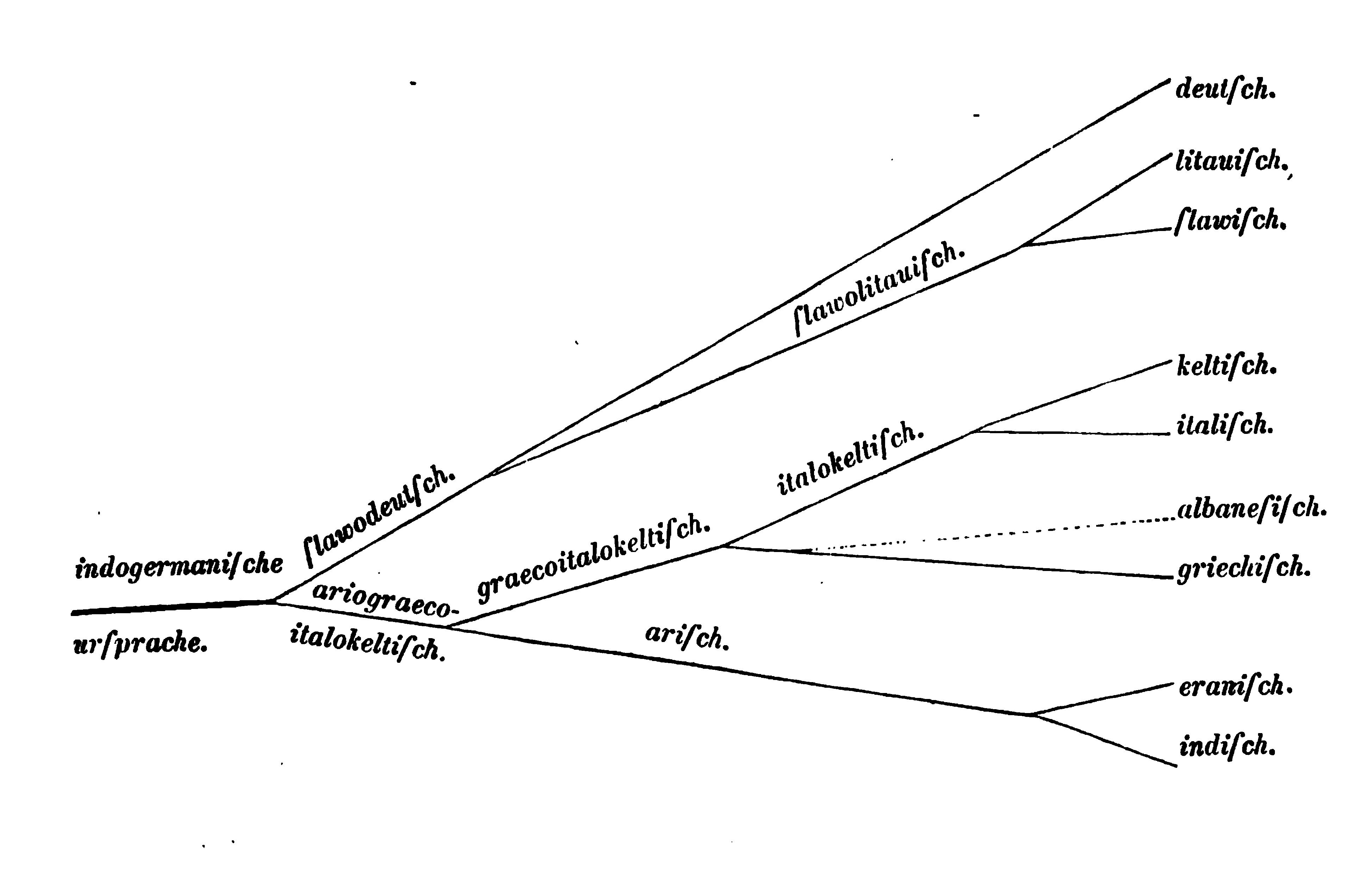
Arbre de Schleicher (1861).

Mais où sont passés les Indo-Européens ? est un essai publié en 2014 au Seuil. Sous-titré « Le mythe d'origine de l'Occident », l'ouvrage a pour objet la présentation des théories relatives à l'existence d'un peuple proto indo-européen dont la langue serait l'origine unique des différentes langues indo-européennes.
Après un exposé de l'histoire de cette théorie depuis le XVIIIe siècle, Jean-Paul Demoule présente les deux principales thèses contemporaines, l'hypothèse anatolienne et l'hypothèse kourgane, en analyse la construction documentaire et linguistique, en en soulignant l'impossible démontrabilité sur le plan archéologique, par la culture matérielle et l'histoire des occupations et migrations humaines. Il en conclut que l'hypothèse indo-européenne est pour le moins difficile à vérifier, et relève autant du postulat scientifique dont on peut débattre sur pièces que d'une forme de mythe historique et politique sur lequel les idéologies se sont appuyées régulièrement au cours de l'histoire récente. Envisageant plutôt des « modèles en réseaux », ayant eu lieu en divers foyers, il prétend que l'hypothèse du « foyer unique » indo-européen peut n'être qu'un mirage théorique. Selon Jean-Paul Demoule, les recherches devraient plutôt s’orienter vers des modèles plus complexes de parenté entre les langues, étant entendu que « la plupart des sociétés traditionnelles, composées de communautés locales de petite taille, sont par nécessité multilingues, du fait des échanges matrimoniaux et commerciaux ».
Si l'ouvrage n'a guère eu d'écho international, en France il a été plutôt bien accueilli par la presse et le grand public : l'ouvrage obtient en 2015 le prix Roger-Caillois de l'essai, et le prix Eugène-Colas de l'Académie française,,. Il reçoit un accueil globalement positif de la part de certains journaux (par ex. Le Monde, Le Monde diplomatique, l'Humanité, Libération), moins positif dans d'autres (par ex. Herodote.net, Valeurs actuelles).
L'ouvrage a été largement critiqué par les spécialistes français des langues comparées et de l'étude de l'indo-européen : en effet, depuis le XIXe siècle, l'origine commune des langues indo-européennes fait consensus au sein de la communauté scientifique,.
André Larané estime, sur Herodote.net, site de vulgarisation de l'histoire, que Jean-Paul Demoule n'apporte pas la démonstration de « l'hypothèse alternative que les parentés linguistiques observées de l'Atlantique au Gange seraient la simple conséquence du voisinage, des échanges et des influences réciproques des uns sur les autres », alors que « cette hypothèse, si plaisante soit-elle, est […] dénoncée avec force par des linguistes comme Bernard Sergent, pour qui les langues indo-européennes ont des parentés de différents ordres trop étendues pour conclure à de simples imprégnations de voisinage ».
Des critiques concernant le volet linguistique de l'ouvrage ont été exprimées par le linguiste Romain Garnier, qui dénonce une « polémique purement franco-française […] associant les études indo-européennes à l'extrême-droite ». En 2018, la Société de linguistique de Paris a publié, dans sa revue annuelle, un article de trois experts en linguistique historique (Pellard, Sagart et Jacques) du laboratoire CRLAO–CNRS. Cet article, intitulé « L'indo-européen n'est pas un mythe », présente des arguments linguistiques en réponse à ce qu'ils considèrent comme des erreurs et approximations de Jean-Paul Demoule dans son ouvrage, dans le domaine de la linguistique, de l'histoire et de l'archéologie,.
En vue de répondre à ces différentes critiques, Jean-Paul Demoule et le linguiste Gabriel Bergounioux, professeur à l'université d'Orléans et récipiendaire en 2024 du prix Antoine Meillet de l'Académie des Inscriptions et Belles Lettres pour l'ensemble de son œuvre linguistique, ont soumis un article au Bulletin de la Société de linguistique de Paris, finalement refusé par cette revue au terme de son propre processus d'évaluation scientifique.
Ses archives scientifiques sont déposées au Pôle archives de la Maison des Sciences de l’homme Mondes.

### Autres prix
- 2008 : European Archaeological Heritage Prize de l'European Association of Archaeologists[44]
- 2018 : Prix Jacques de Morgan de l'Académie des Sciences, Lettres et Arts de Marseille pour le livre Une histoire des civilisations. Comment l'archéologie bouleverse nos connaissances, Paris, La Découverte, 2018 (en commun avec Dominique Garcia et Alain Schnapp, co-éditeurs de l'ouvrage).

## Publications

### Monographies
- La France de la préhistoire, Mille millénaires des premiers hommes à la conquête romaine, Éditions Fernand Nathan, 1990, 200 p.  (ISBN 2092906011)
- Les Gaulois, Paris, Hachette, 1995, 100 p.  (ISBN 2011666619) ; trad. chinoise, Zhejiang Literature, 1998
- Chronologie et société des nécropoles celtiques de la culture Aisne-Marne du VIe au IIIe siècle avant notre ère (préf. Christian Goudineau), Amiens, Centre de recherche archéologique de la Vallée de l'Oise, coll. « Revue archéologique de Picardie » (no 15 spécial), 1999, 406 p.
- L'Archéologie : entre science et passion, Paris, Gallimard, coll. « Découvertes Gallimard / Archéologie » (no 480), 2005, 160 p. (ISBN 2-07-030643-7)
- Naissance de la figure : l’art du paléolithique à l’âge du fer (photogr. Erich Lessing), Paris, Hazan, 2007, 207 p. (ISBN 978-2-85025-993-7) ; coédition italienne : Nascita della figura umana. Le prime immagini dell'uomo dal paleolitico all'età dei metalli, JacaBook, 2007  (ISBN 8816603887) ; rééd. revue : Naissance de la figure : l'art du paléolithique à l'âge du fer, Gallimard, 2017
- Les Origines de la culture : la révolution néolithique, Paris, Éditions Le Pommier, coll. « Collège de la cité » (no 38), 2008, 124 p. (ISBN 978-2-7465-0400-4)
- On a retrouvé l'histoire de France : comment l'archéologie raconte notre passé, Paris, Éditions Robert Laffont, 2012, 336 p. (ISBN 978-2-221-11157-4) ; rééd. Gallimard 2013
- Exquise planète (avec Pierre Bordage, Roland Lehoucq et Jean-Sébastien Steyer), Paris, Odile Jacob, 2014.
- Mais où sont passés les Indo-Européens ? : le mythe d'origine de l'Occident, Paris, Éditions du Seuil, coll. « La librairie du XXIe siècle », 2014, 741 p. (ISBN 978-2-02-029691-5) Réédition revue et augmentée : Mais où sont passés les Indo-Européens ? : le mythe d'origine de l'Occident, Paris, Éditions Points, coll. « Points. Histoire » (no 525), 2017, 826 p. (ISBN 978-2-7578-6591-0).Édition en anglais : (en) The Indo-Europeans : Archaeology, Language, Race, and the Search for the Origins of the West (trad. Rhoda Cronin-Allanic), New York, Oxford University Press, 2023, 563 p. (ISBN 9780197506479, lire en ligne)
- Les Dix Millénaires oubliés qui ont fait l'histoire : quand on inventa l'agriculture, la guerre et les chefs, Paris, Fayard, 2017, 320 p. (ISBN 978-2-213-67757-6); traduit en italien : I dieci millenni dimenticati che hanno cambiato la storia, Gorizia, Leg Edizioni, 2019 (rééd, coll. « Pluriel, 2019).
- Le néolithique à l’origine du monde contemporain, Paris, Documentation photographique, 2017.
- Trésors, les petites et les grandes découvertes qui font l'archéologie, Flammarion, 29 mai 2019, 288 p.  (ISBN 2081490404); réédition : Trésors de l’archéologie. Petites et grandes découvertes pour éclairer le présent, Champs, 2021 ; traduit en italien : I tesori dell’archeologia. Piccole e grandi scoperte, Gorizia, Leg Edizioni ; traduit en espagnol : Tesoros. Los pequeños y grandes descubrimientos de la arqueologia, Mexico, Siglo Venintiuno Editores, 2021.
- Aux origines, l'archéologie : une science au cœur des grands débats de notre temps, Paris, La Découverte, 2020  (ISBN 978-2-3480-5837-0)
- Préhistoires du confinement, Paris, Gallimard, Tracts de Crise n°35, 2020.
- La Préhistoire en 100 questions, Paris, Tallandier, 2021  (ISBN 979-1021035713); réédition en poche 2022.
- Homo Migrans, de la Sortie d'Afrique au Grand Confinement, Paris, Payot, 2022  (ISBN 978-2228930260); rééd. poche 2024 : Homo Migrans – Une histoire globale des migrations ; traduit en tchèque, Homo Migrans – Globalni historie migrace, Prague, Lingea, 2024.
- La France éternelle, une enquête archéologique, Paris, La Fabrique, 2025 (ISBN-10  :  2358723053 ; ISBN-13  :  978-2358723053).

### En collaboration
- Jean-Paul Demoule et al., Guide des méthodes de l’archéologie, Paris, Éditions La Découverte, coll. « Guides Repères », 2009, 3e éd. (1re éd. 2002), 330 p. (ISBN 978-2-7071-5825-3); 4e éd., 2020, 382 p.
- (en) Bernard Laks (dir.), Serge Cleuziou, Jean-Paul Demoule et Pierre Encrevé, The origin and evolution of languages : Approaches, Models, Paradigm, Londres, Equinox Publishing, 30  2008, 352 p. (ISBN 978-1-84553-204-8)
- Jean-Paul Demoule, Sophie Desenne et Claudine Pommepuy, La Nécropole gauloise de Bucy-le-Long, vol. 26, Amiens, coll. « Revue archéologique de Picardie » (no 26), 2009
- Jean-Paul Demoule et Christian Landes, La Fabrique de l’archéologie, Paris, La Découverte, 2009, 304 p. (ISBN 978-2-7071-5882-6)
- Sophie Calle avec Jean-Paul Demoule, L'ascenseur occupe la 501, Arles, Actes Sud, 2022  (ISBN 978-2-330-15947-4) ; traduction en anglais : The lift resides in 501, Actes Sud, 2022
- Histoire de l’Europe. Tome I : Origines et héritages, de la préhistoire au Ve siècle (dirigé par Violaine Sebillotte, avec Anca Dan, Antoine Pietrobelli et Lucia Rossi), Paris, Passés Composés/Humensis, 2024.
- (avec Alain Schnapp), Qui a peur de l'archéologie ? : La France face à son passé, Paris, Les Belles Lettres, 350 p., 2024  (ISBN 978-2251455952).
- L’incroyable histoire de la préhistoire (avec Benoist Simmat et Lucas Landais), Paris, Les Arènes, 2025 (ISBN : 979-10-375-1429-5 ; EAN : 9791037514295).

### Direction d’ouvrages
- Le Néolithique de la France – Hommage à Gérard Bailloud (codirection, avec Jean Guilaine), Picard, 1986.
- La France archéologique : vingt ans d’aménagements et de découvertes, Paris, Hazan, 2004, 255 p. (ISBN 978-2-85025-968-5, OCLC 742747982)
- La Révolution néolithique en France, Paris, La Découverte, coll. « L'archéologie de la France », 2007, 179 p. (ISBN 978-2-7071-5138-4, OCLC 421887334)
- Archéologie et patrimoine au Japon (codirection, avec Pierre Souyri), Maison des Sciences de l’Homme, 2008.
- L’Archéologie préventive dans le monde : apports de l'archéologie préventive à la connaissance du passé, Paris, La Découverte, 2007, 286 p. (ISBN 978-2-7071-5212-1, OCLC 470907178)
- Jean-Paul Demoule (dir.), Bernard Stiegler (dir.) et al., L’Avenir du passé : modernité de l’archéologie, Paris, La Découverte, 2008, 249 p. (ISBN 978-2-7071-5495-8, OCLC 435820477) Les textes rassemblés dans cet ouvrage sont issus du colloque « L'avenir du passé : modernité de l'archéologie » organisé par le Centre Pompidou et l'Institut national de recherches archéologiques préventives, les 23 et 24 décembre 2006.
- L’Europe : un continent redécouvert par l’archéologie, Paris, Éditions Gallimard, 2009, 221 p. (ISBN 978-2-07-012379-7).
- La Nécropole gauloise de Bucy-le-Long (codirection, avec Sophie Desenne et Claudine Pommepuy), Revue archéologique de Picardie, n° spécial 26, 3 volumes, 2009.
- La Fabrique de l’archéologie (codirection avec Christian Landes), La Découverte & Inrap, 2009.
- La Révolution néolithique dans le monde, Paris/Paris, CNRS Éditions, coll. « CNRS Alpha », 2010, 488 p. (ISBN 978-2-271-06914-6, présentation en ligne)
- Recent Developments in Preventive Archaeology in Europe Proceedings of the 22nd EAA Meeting in Vilnius (codirection, avec Predrag Novaković, Milan Horňák, Maria Pia Guermandi, Harald Stäuble et Pascal Depaepe), Ljubljana University Press, 2016.
- Jean-Paul Demoule (dir.), Dominique Garcia (dir.) et Alain Schnapp (dir.), Une histoire des civilisations : comment l’archéologie bouleverse nos connaissances, Paris, La Découverte, 2018, 700 p. (ISBN 978-2-7071-8878-6) ; traduit en grec : Mia istoria tôn politismôn. Pôs ê archaiologia anatrepei tis gnôseis mas, Athènes, Kardamitsa, 2023.
- L'Europe archéologique, Paris, Gallimard, 2021.

### Articles
- Avec Elisabeth Arwill-Nordbladh, Håkon Glørstad, Kristian Kristiansen, Liv Nilsson Stutz et Mads Ravn, « L’archéologie en question : les pays nordiques », Perspective, 1 | 2019, 19-44
- Avec Takashi Inada et Laurent Nespoulous, « Art et Préhistoire au Japon : les Jōmon », Perspective, 1 | 2020, 23-40
- Environ 400 articles : voire le site https://www.jeanpauldemoule.com/

### Filmographie
- Marianne Alphant et Pascal Bouhénic, Jean-Paul Demoule : un grain de raisin dans une amphore, dans la série : Un œil, une histoire, Zadig Productions, 2019.